# Dicksonia sellowiana
Dicksonia sellowiana är en ormbunkeart som först beskrevs av Presl, och fick sitt nu gällande namn av William Jackson Hooker. Dicksonia sellowiana ingår i släktet Dicksonia och familjen Dicksoniaceae. Inga underarter finns listade.

## Bildgalleri

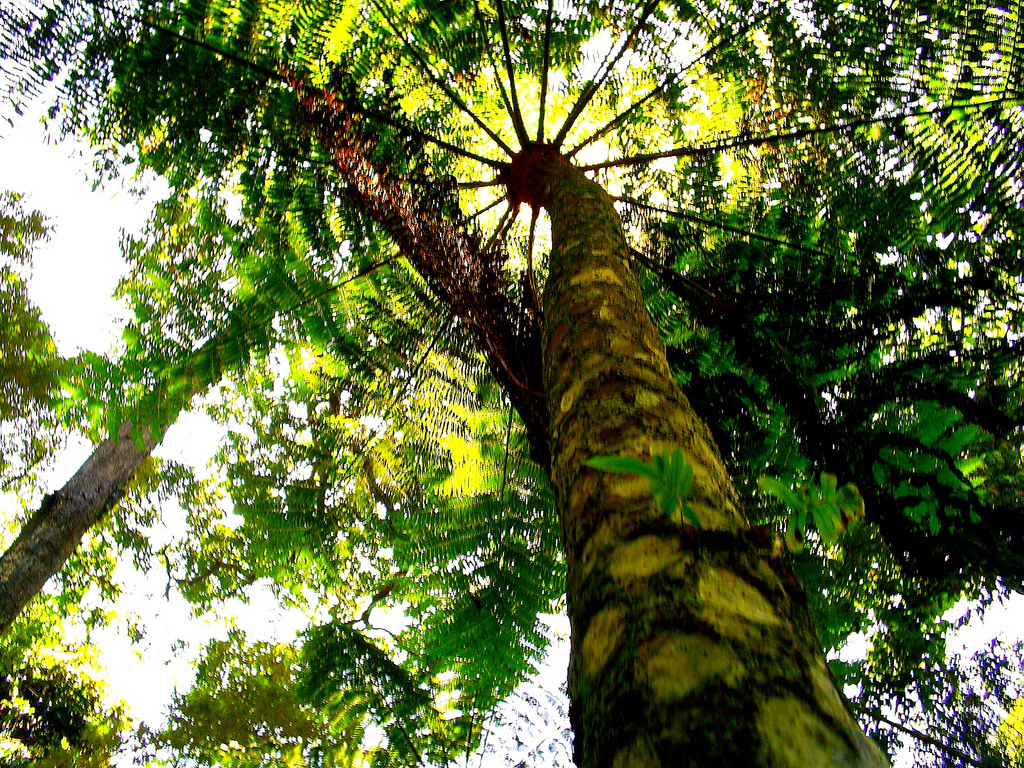
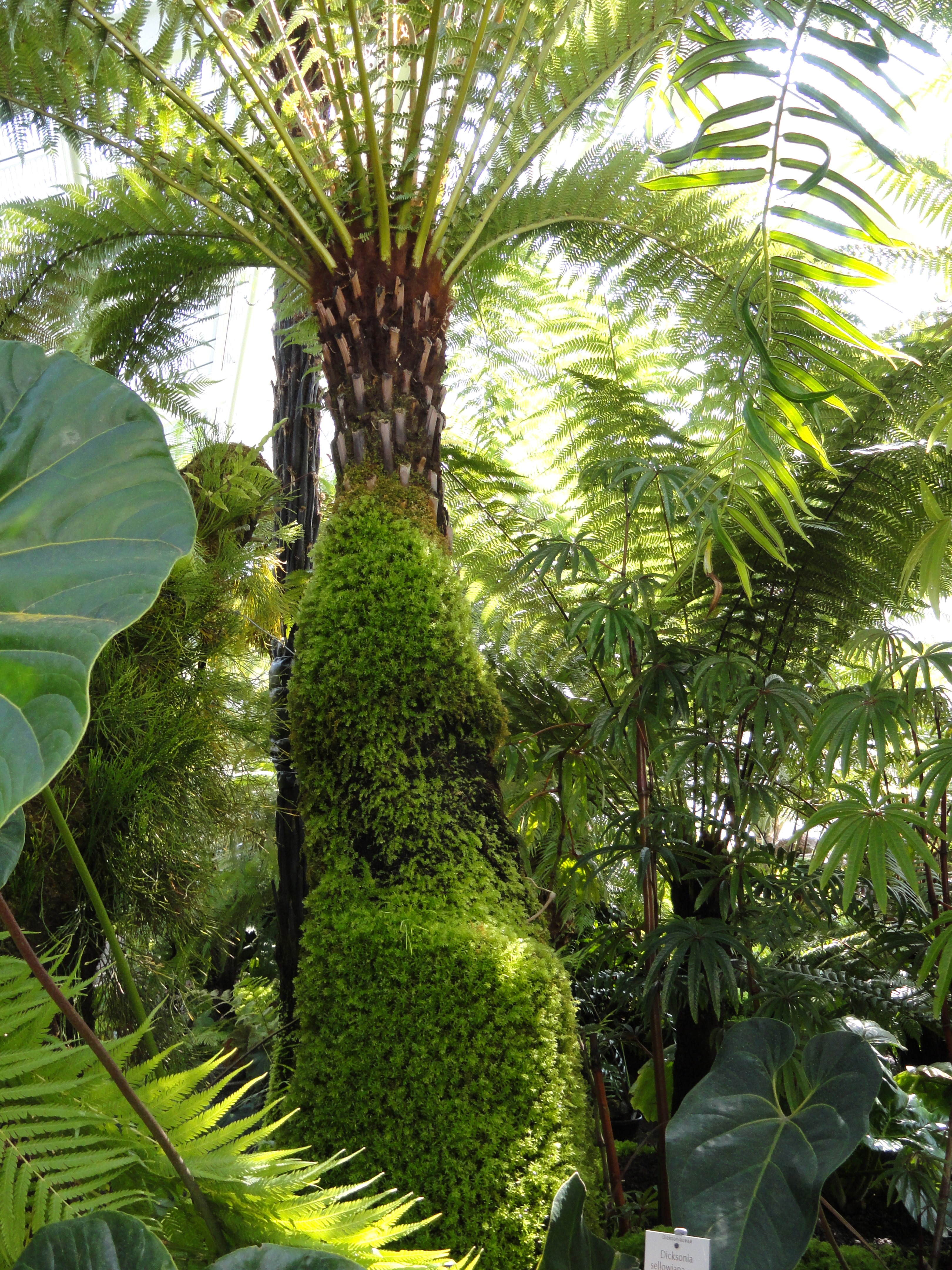
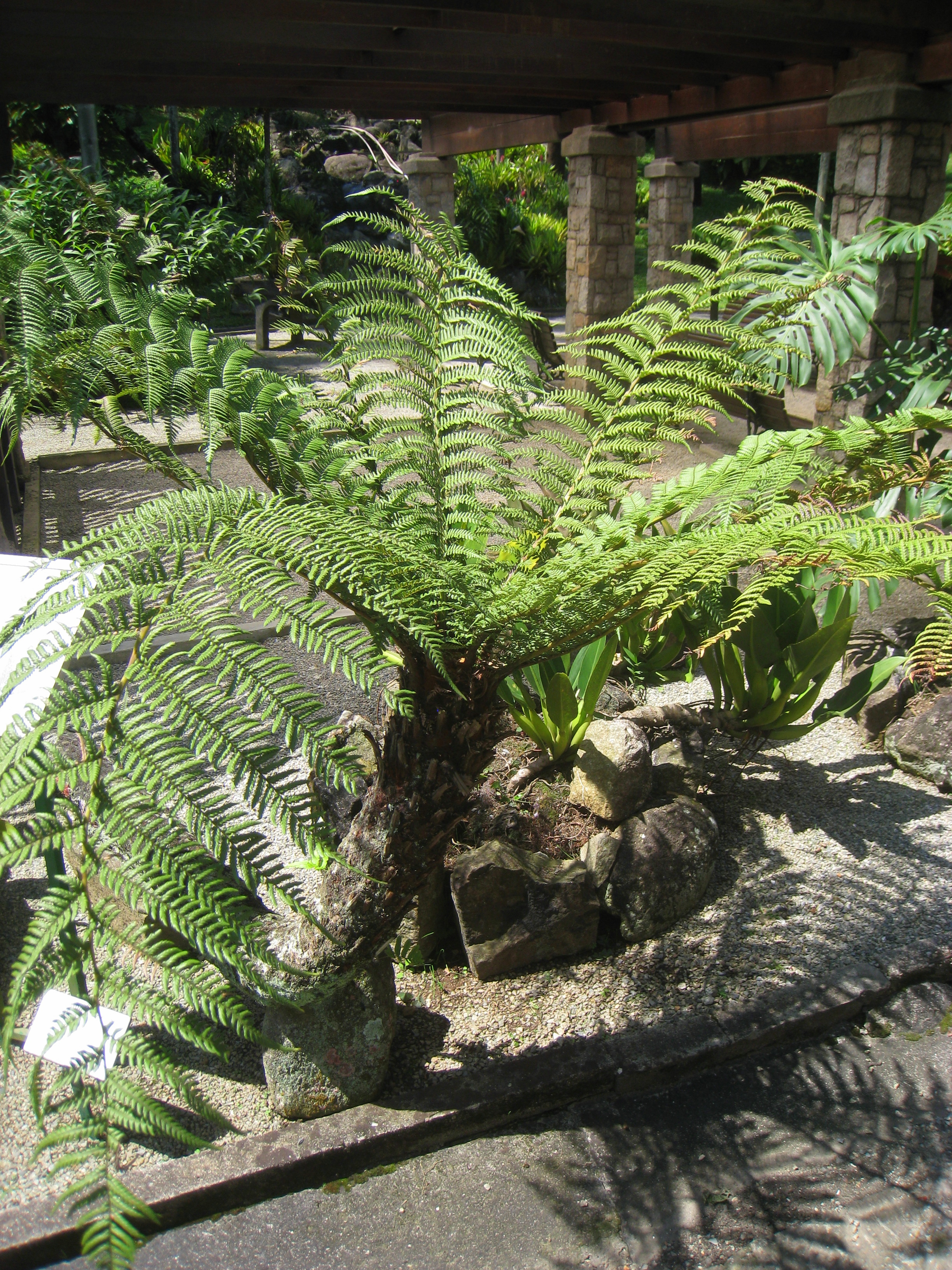
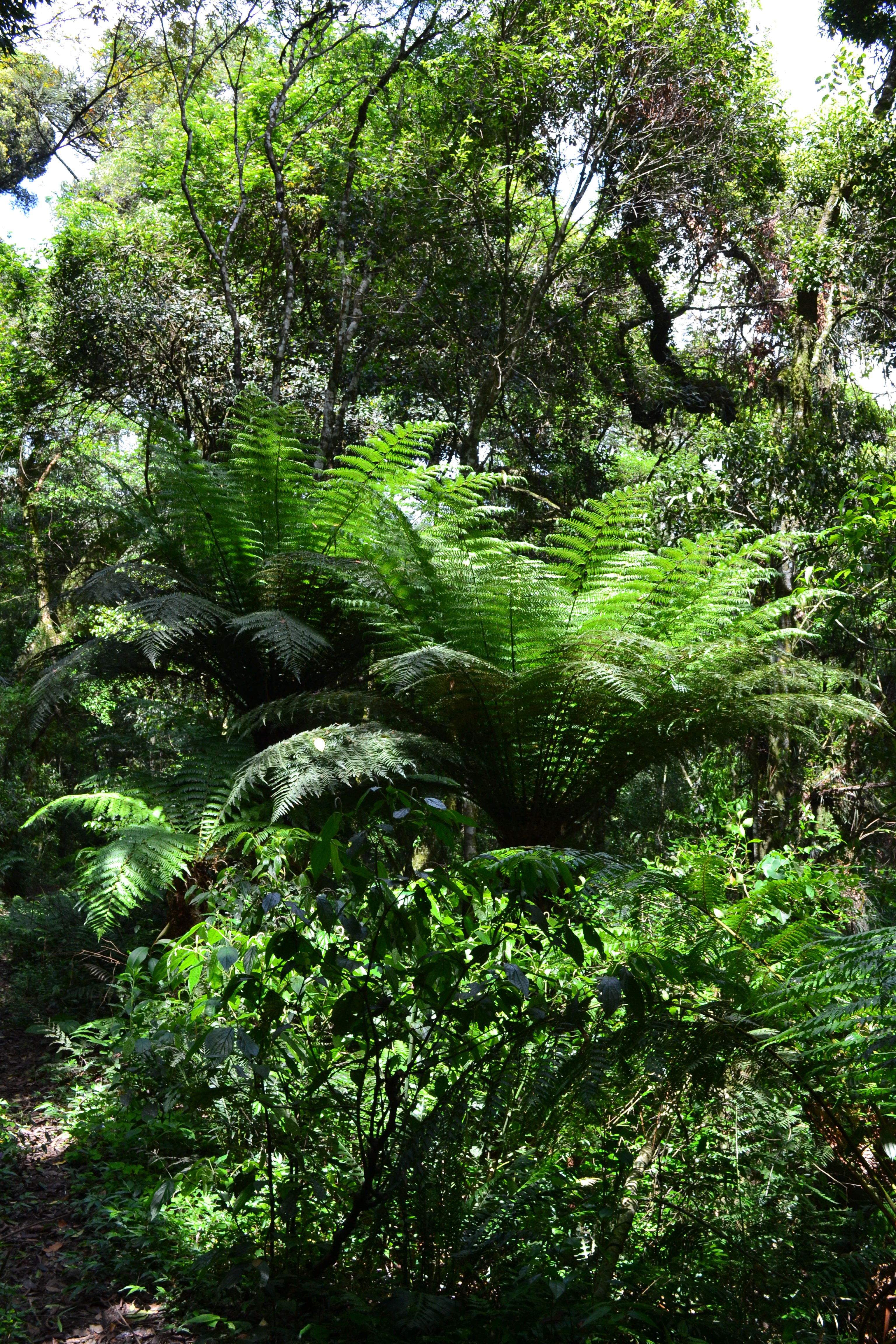
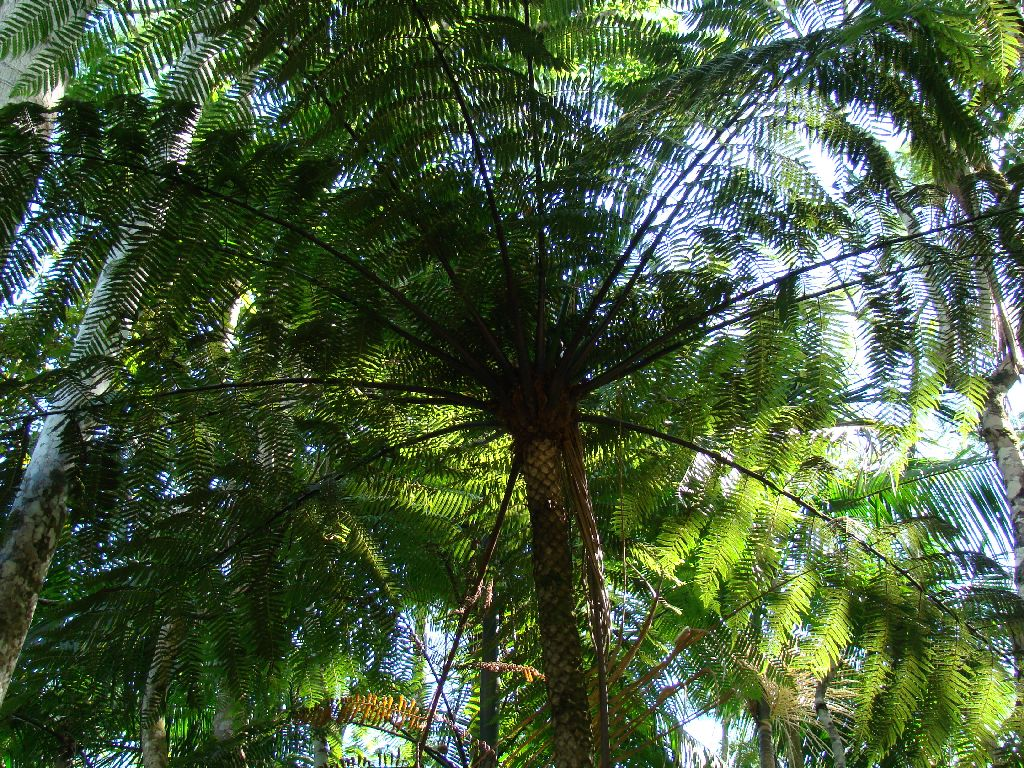